# Puccinia argentata
Puccinia argentata (Schultz) G. Winter – gatunek grzybów z rodziny rdzowatych (Pucciniaceae). Jest szeroko rozprzestrzeniony w Ameryce Północnej i Europie, występuje także w Japonii.

## Systematyka i nazewnictwo
Pozycja w klasyfikacji według Index Fungorum: Puccinia, Pucciniaceae, Pucciniales, Incertae sedis, Pucciniomycetes, Pucciniomycotina, Basidiomycota, Fungi.
Po raz pierwszy takson ten zdiagnozował w 1806 r. Carl Friedrich Schultz nadając mu nazwę Aecidium argentatum. Obecną, uznaną przez Index Fungorum nazwę, nadał mu w 1880 r. Heinrich Georg Winter.
Synonimy nazwy naukowej:

- Aecidium argentatum Schultz 1806
- Dicaeoma argentatum (Schultz) Kuntze 1898
- Dicaeoma noli-tangere (Corda) Arthur 1920
- Puccinia impatientis Ficinus & C. Schub. 1823
- Puccinia noli-tangere Corda 1840
- Puccinia papillata Bonord. 1860
- Puccinia papillata Bonord. 1860
- Trichobasis impatientis (Rabenh.) Cooke 1865
- Uredo impatientis Rabenh. 1844[3].

## Morfologia i rozwój
Jest pasożytem dwudomowym, tzn. że jego pełny cykl życiowy odbywa się na dwóch różnych gatunkach roślin. Jest też rdzą pełnocyklową, tzn. że tworzy wszystkie rodzaje zarodników typowych dla rdzowców. Na porażonych liściach piżmaczka wiosennego (Adoxa moschatellina) tworzą się nabrzmiałe plamy, a w nich powstają ecja i spermogonia. Ecja mają śnieżnobiałe ściany i powstają w nich żółte ecjospory. Drugim żywicielem są różne gatunki niecierpka (Impatiens). W obrębie żółtych plam na liściach tworzą się w rozproszeniu, lub na obwodzie okręgu żółtawobrązowe uredinia i telia. Urediniospory z 5–6 porami rostkowymi. Teliospory dwukomórkowe ze szklistą brodawką.
Na piżmaczku wiosennym mogą pasożytować jeszcze dwa inne gatunki rdzy: Puccinia albescens i Puccinia adoxae.